# 帕特·麦克唐纳
帕特·麦克唐纳（英語：Pat McDonald，1878年7月29日—1954年5月16日），美国男子田径运动员。他曾代表美国参加1912年和1920年夏季奥林匹克运动会田径比赛，共获得二枚金牌和一枚银牌。